# 横浜市立中山中学校
横浜市立中山中学校（よこはましりつ なかやまちゅうがっこう）は神奈川県横浜市緑区寺山町にある公立中学校。最寄り駅は中山駅。1947年（昭和22年）開校の歴史を持つ伝統校で、過去にこの学校から十日市場中学校や鴨居中学校が分離独立している。

## 概要
- 開校は1947年。1995年に現在の場所へと移転。
- 部活動では、吹奏楽部が、1990年、1991年と2年連続で全日本吹奏楽コンクールに出場した実績がある（ともに銀賞を獲得した）。2013年には19年ぶりに東関東大会へ出場しともに金賞受賞。
- 開校当初の校地は、現在は横浜市立中山小学校として使用されている。

## 行事
- 体育祭
- 合唱コンクール
- 卒業式
- 七虹祭(なじかさい)

## 主な進学高校
2005年度（平成17年度）からの学区撤廃以前は『横浜北部学区』に属していた。
旧学区内の県立高校は：
- 神奈川県立市ヶ尾高等学校
- 神奈川県立荏田高等学校
- 神奈川県立川和高等学校
- 神奈川県立霧が丘高等学校
- 神奈川県立新栄高等学校
- 神奈川県立田奈高等学校
- 神奈川県立白山高等学校
- 神奈川県立元石川高等学校

## 著名な卒業生
- 大貫亜美 - 歌手・パフィー。1989年卒
- 加藤幹典 - 元プロ野球選手、会社経営者。2001年卒
- 井上正大 - 俳優。2004年卒
- 中溝雄也 - 元プロ野球選手。2005年卒
- 中島啓太 - 陸上選手。2007年卒
- 望月直樹 - プロボクサー。2009年卒
- 井口和朋 - プロ野球選手。 2009年卒
- 館澤亨次 - 陸上選手。2013年卒